# Felix Michel
Felix Lutz Michel (* 4. Oktober 1984 in Freital) ist ein ehemaliger deutscher Kanu-Slalomfahrer. Er fuhr im C2 der Herren in der deutschen Nationalmannschaft.
Ab 2004 war er Sportsoldat der Sportfördergruppe der Bundeswehr Sonthofen; er lebte und trainierte in Augsburg, fuhr aber für die SG Einheit Spremberg.
2006 konnte er mit der C2-Mannschaft die Goldmedaille bei der EM erreichen, diesen Erfolg wiederholte er im Jahr 2007. Im August 2007 nahm er an den Vorolympischen Spielen teil und holte dort im C2 die Bronzemedaille. Bei den Olympischen Spielen 2008 belegten Felix Michel und Sebastian Piersig den sechsten Platz.
Felix Michel fuhr von 1997 bis zum Karriereende 2010 zusammen mit Sebastian Piersig im Canadier. Michel war Vordermann und Linkspaddler, während Piersig Hintermann war und als Rechtspaddler fungiert.